# TVM3
TVM3 est une chaîne de télévision privée suisse romande.

## Historique de la chaîne
TVM3 est la première chaîne privée de télévision autorisée à diffuser dans toute la Suisse romande depuis l'arrêt de Télécinéromandie en 1993. Elle occupe d'ailleurs les mêmes locaux que l'ancienne chaîne à Ecublens.
Elle a obtenu une concession de la part de l'Office fédéral de la communication (OFCOM) le 2 juillet 2003. La concession octroyée à TVM3 est valable 10 ans et permet à la chaîne d'être automatiquement diffusée par câble ou sur les offres IP (SwisscomTV / SunriseTV / VTX, etc.). La chaîne est lancée le 1er mai 2004, d'abord sur quelques téléréseaux analogiques. La couverture augmentera par la suite pour être finalement étendue à toute la Suisse romande (uniquement par câble et internet) et quelques années plus tard, à toute la Suisse.
Le 21 décembre 2005, l'OFCOM autorise Philippe Hersant (groupe Hersant Média - GHM), via E.S.H. Éditions Suisses Holding SA, à reprendre 35 % des actions de la chaîne. Les 65 % restants sont détenus par les créateurs de la chaîne, Fabien et Lolita Aubry.
La chaîne est accessible en streaming sur son site.

## Organisation

### Dirigeants et fondateurs
Patrons et directeurs :
- Lolita et Fabien Aubry : depuis la création en mai 2004.

### Capital
TVM3 ne perçoit aucune part de la redevance ou aide financière.

### Siège
Son siège se situe à Écublens dans le canton de Vaud.

## Diffusion
La chaîne est diffusée sur le câble en Suisse et sur toutes les offres numériques des téléréseaux ainsi que sur le site de la chaîne en streaming. Elle est également diffusée sur toutes les box de Suisse.

## Programmes
La chaîne diffuse en très grande majorité des clips musicaux, mais propose aussi un bulletin météo quotidien et des émissions consacrées au cinéma, aux sorties DVD, aux interviews de stars de la chanson et du cinéma, aux animaux et aux news people:
- Face à face, des rencontres simples et ludiques avec des figures politiques ou autres de nos régions.
- Swiss Pop Music, émission consacrée aux artistes suisses, 18 h 30 à 19 h du lundi au dimanche.
- DVD Wood, qui présente les dernières sorties DVD.
- TVM3 Météo, avec Météo News.
- Sacré Jeu !, émission de jeux produite par Telemedia (Hongrie) et diffusée tous les jours de 22 heures à minuit depuis le 14 avril 2014[4].
- Parlez-moi d'avenir, un programme de voyance en direct d'une durée de deux heures où les téléspectateurs peuvent poser leurs questions du lundi au dimanche de 20 h à 22 h.
- Ciné TVM3 : la « carte des salles obscures »
- La maison des compromis, téléréalité produite par JCG Production en trois saisons (44 épisodes). Sept candidats que tout oppose doivent vivre dans une maison et faire des compromis.
- Bienvenue chez nous, La première série des Suisses pour les Suisses sur toute la Suisse romande c’est dans « Bienvenue chez nous ».

Ci-dessous les émissions qui ne sont plus diffusées sur la chaîne actuellement :
- TVM3 News, tous les matins, les infos en continu avec les principales dépêches du jour.
- Freakish, l’actualité des soirées et festival en Suisse romande.
- TVM3 Family, tous les jours des dessins animés non violents.
- Face à face, (Cette émission était anciennement présentée et produite par Jonas Schneiter).
- Pas si bête !, Pas si bête, une pastille animalière.
- People Magazine était diffusée du lundi au vendredi de 19 h et 20 h et le weekend de 17 h à 18 h jusqu'au 26 juillet 2014[5].
- Star People, une émission sur l'actualité des stars, le magazine sur l’actualité des stars.
- Studio TVM3 une heure d’interviews avec des stars de la musique ; tous les dimanches, l'émission se consacre à un artiste ou un groupe du moment.

La chaîne diffuse également des émissions musicales à thème :
- Collectors, le meilleur de la musique des années 1970, 80 et 90.
- Best Of, 30 minutes pour découvrir tous les vidéoclips d'une star.
- Clubbing, les meilleurs sons diffusés dans les boîtes de nuit.
- Altitubes, Top 50 de la chaîne, diffusé tous les jours la semaine.
- Référence R’N’B, diffusant de la musique R’N’B, Rap et Hip-Hop.
- Génération TVM3 se consacre uniquement aux nouveaux vidéoclips.
- Tek tv shop du télé-achat.

## Identité visuelle

Ancien logotype (2004-2015)
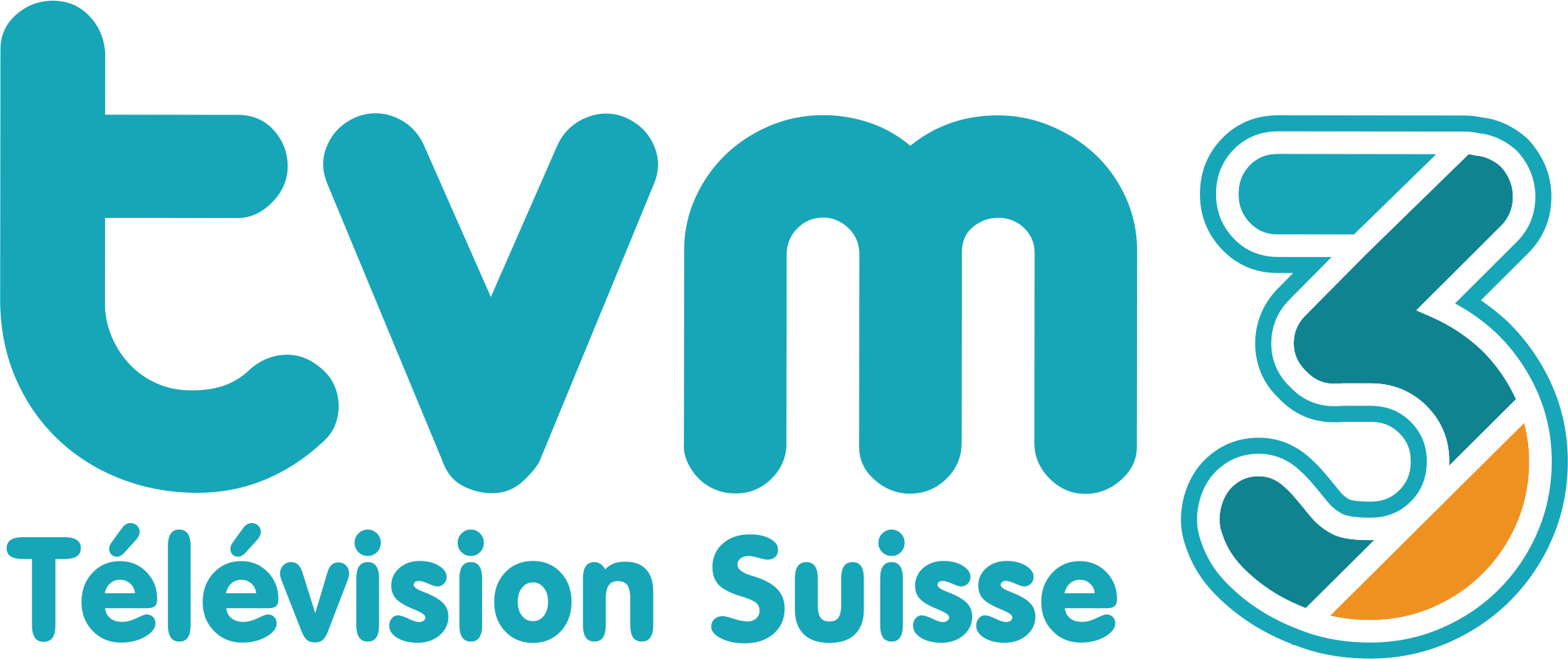
Depuis 2015